# جاك بيدويل
جاك بيدويل (بالإنجليزية: Jake Bidwell)‏ (21 مارس 1993 في المملكة المتحدة - ) هو لاعب كرة قدم بريطاني في مركز الدفاع. شارك مع منتخب إنجلترا تحت 16 سنة لكرة القدم ومنتخب إنجلترا تحت 17 سنة لكرة القدم ومنتخب إنجلترا تحت 18 سنة لكرة القدم ومنتخب إنجلترا تحت 19 سنة لكرة القدم. أما مع النوادي، فقد لعب مع نادي إيفرتون ونادي برينتفورد.

## وصلات خارجية
- جاك بيدويل على موقع قاعدة بيانات كرة القدم.إي يو (الإنجليزية)
- جاك بيدويل على موقع Soccerbase.com (لاعب) (الإنجليزية)
- جاك بيدويل على موقع Soccerway.com (الإنجليزية)
- جاك بيدويل على موقع عالم كرة القدم.نت (الإنجليزية)